# Argélia-Finlândia em futebol
Histórico dos resultados dos confrontos de futebol entre Argélia e Finlândia:
| Data                   | Cidade         | Jogo                | Resultado | Competição | Referências |
| 3 de fevereiro de 1989 | Ta' Qali Malta | Argélia - Finlândia | 2-0       | Amistoso   | [ 1 ]       |

## Estatísticas
Até 23 de dezembro de 2018
| Casa | Fora | Total | Argélia- Finlândia | Total | Fora | Casa |
| ---- | ---- | ----- | ------------------ | ----- | ---- | ---- |
| 1    | 0    | 1     | Jogos              | 1     | 1    | 0    |
| 1    | 0    | 1     | Vitórias           | 0     | 0    | 0    |
| 0    | 0    | 0     | Empates            | 0     | 0    | 0    |
| 0    | 0    | 0     | Derrotas           | 1     | 1    | 0    |
| 2    | 0    | 2     | Golos marcados     | 0     | 0    | 0    |
| 0    | 0    | 0     | Golos sofridos     | 1     | 1    | 0    |

## Detalhes
| 3 de fevereiro de 1989 | Argélia                  | 2 – 0     | Finlândia | Estádio Nacional de Ta' Qali               |
|                        | Benabou 59' · Aldane 83' | Relatório |           | Público: 1 500 Árbitro: MLT Victor Mintoff |